# منتخب الإمارات العربية المتحدة لاتحاد الرغبي
منتخب الإمارات العربية المتحدة الوطني لاتحاد الرغبي هو ممثل الإمارات العربية المتحدة الرسمي في المنافسات الدولية في اتحاد الرغبي .